# Danh sách đảng cộng sản
Hiện nay có một số đảng cộng sản đang hoạt động tại một số nước trên thế giới và một số đảng đã từng hoạt động. Quốc tế thứ ba ra đời khiến cho phong trào thành lập các đảng cộng sản diễn ra tại nhiều quốc gia khác nhau. Trong đó, Đảng Cộng sản Liên Xô, Đảng Cộng sản Trung Quốc và Đảng Cộng sản Việt Nam là một trong những đảng quan trọng nhất.
Một vài đảng cộng sản có tên như là Đảng Xã hội Chủ nghĩa, Đảng Công nhân Xã hội Chủ nghĩa, Đảng Công nhân,... Các đảng trong danh sách này là phần lớn những đảng đã liên minh với Moskva hoặc Bắc Kinh trong suốt Chiến tranh Lạnh. Những nhóm xuất phát từ chủ nghĩa Trotsky không nằm trong danh sách này.

## Các Đảng Cộng sản cầm quyền
Ở Trung Quốc, Cuba, Lào, Việt Nam và CHDCND Triều Tiên, các đảng cộng sản là các đảng nắm giữ tất cả quyền lực quốc gia. Mặt khác, ở Moldova và Cộng hòa Síp các đảng cộng sản cầm quyền là do được bầu chứ không phải do một cuộc cách mạng, nên các đảng cánh tả này hoạt động theo đa nguyên và một hệ thống đa đảng theo cơ chế cộng sản Tây Âu. Ở Nepal, nơi mà vừa trải qua một cuộc nội chiến dài lật đổ chính quyền quân chủ, các đảng cộng sản cầm quyền tham gia một liên minh đa đảng trong chính phủ, gọi là Liên minh 7 Đảng, bao gồm Đại hội đảng dân chủ xã hội Nepal. Cuối cùng, một số đảng tham gia như các đối tác nhỏ trong liên minh nắm quyền chính phủ, như là ở Brasil, Bulgaria, Nam Phi, Sri Lanka, Syria và Uruguay...
- Cuba —  Đảng Cộng sản Cuba
- Lào —  Đảng Nhân dân Cách mạng Lào
- CHDCND Triều Tiên —  Đảng Lao động Triều Tiên
- Trung Quốc —  Đảng Cộng sản Trung Quốc
- Việt Nam —  Đảng Cộng sản Việt Nam
- Brasil — Đảng Cộng sản Brasil — tham gia trong chính phủ liên hiệp
- Bulgaria — Đảng Cộng sản Bulgaria — tham gia trong Liên minh cầm quyền
- Belarus –  Đảng Cộng sản Belarus ủng hộ chính phủ của tổng thống Alexander Lukashenko
- Cộng hòa Síp — Đảng Nhân dân Lao động Cấp tiến Síp
- Moldova — Đảng của những người Cộng sản Cộng hòa Moldova.
- Nepal — Đảng Cộng sản Nepal tham gia trong Liên minh cầm quyền.
- Nam Phi — Đảng Cộng sản Nam Phi — tham gia trong Liên minh cầm quyền.
- Sri Lanka — Đảng Cộng sản Sri Lanka — tham gia trong Liên minh cầm quyền.
- Syria — Đảng Cộng sản Syria (Bakdash), Đảng Cộng sản Syria (Faisal) — tham gia trong Liên minh cầm quyền.
- Uruguay — Đảng Cộng sản Uruguay — tham gia trong Liên minh cầm quyền.
- Ấn Độ — Đảng Cộng sản Ấn Độ
- Bồ Đào Nha — Đảng Cộng sản Bồ Đào Nha
- Timor Leste — Đảng Xã hội Chủ nghĩa Timor.
- Luxembourg — Đảng Công nhân Xã hội Chủ nghĩa Luxembourg — theo đường lối chủ nghĩa xã hội dân chủ.
- Bangladesh — Đảng Cộng sản Bangladesh
- Ecuador — Đảng Liên minh Đất nước Ecuador
- Venezuela — Đảng Xã hội Chủ nghĩa thống nhất Venezuela
- Cộng hòa Séc — Đảng Cộng sản Séc & Morava — tham gia trong Liên minh cầm quyền.
- Namibia — Phong trào Mặt trận Thống nhất — tham gia trong Liên minh cầm quyền.
- Guyana — Đảng Tiến bộ Nhân dân Guyana
- Campuchia — Đảng Nhân dân Campuchia

```
• Lưu ý: Những quốc gia được 
in đậm
 là các quốc gia do đảng cộng sản trực tiếp cầm quyền tức là các nhà nước cộng sản.
```

## Các Đảng Cộng sản không nắm được quyền
- Kazakhstan — Đảng Cộng sản Nhân dân Kazakhstan
- Myanmar — Đảng Đoàn kết và Phát triển Liên bang Myanmar
- Malaysia — Đảng Tổ chức Thống nhất Dân tộc Malaysia
- New Zealand — Công đảng New Zealand
- Nhật Bản — Đảng Cộng sản Nhật Bản
- Úc — Đảng Cộng sản Úc
- Pakistan — Đảng Cộng sản Pakistan
- Anh Quốc — Đảng Cộng sản Anh
- Cộng hòa Ireland — Đảng Cộng sản Ireland
- Belarus — Đảng những người cánh tả Belarus
- Bỉ — Đảng Lao động Bỉ
- Đan Mạch — Đảng Cộng sản Đan Mạch
- Đức — Đảng Cộng sản Đức
- Hy Lạp — Đảng Cộng sản Hy Lạp
- Hungary — Đảng Công nhân Hungary
- Tây Ban Nha — Đảng Cộng sản Tây Ban Nha
- Na Uy — Đảng Cộng sản Na Uy
- Ý — Đảng Cộng sản Ý
- Pháp — Đảng Cộng sản Pháp
- Phần Lan — Đảng Công nhân Cộng sản Phần Lan
- Thụy Điển — Đảng Cộng sản Thụy Điển
- Thụy Sĩ — Đảng Lao động Thụy Sĩ
- Serbia — Đảng Cộng sản Nam Tư Mới, Serbia
- Ukraina — Đảng Cộng sản Ukraina
- Canada — Đảng Cộng sản Marxist - Leninist Canada
- Colombia — Đảng Cộng sản Colombia
- Costa Rica — Đảng Tiền phong Nhân dân Costa Rica
- Dominica — Đảng Cộng sản Lao động Dominica
- Hoa Kỳ — Đảng Cộng sản Mỹ
- Panama — Đảng Nhân dân Panama
- Peru — Đảng Cộng sản Peru
- Mexico — Đảng Nhân dân Xã hội Chủ nghĩa Mexico
- Palestine — Mặt trận Nhân dân Giải phóng Palestine
- Mozambique — Đảng Mặt trận Giải phóng Mozambique
- Liban — Đảng Cộng sản Liban
- Israel — Đảng Likud Israel
- Iraq — Đảng Cộng sản Iraq
- Ai Cập — Đảng Cộng sản Ai Cập
- Algeria — Đảng Tập hợp Quốc gia vì Dân chủ Algeria
- Angola — Đảng Phong trào Nhân dân Giải phóng Angola
- Bahrain — Đảng Diễn đàn Dân chủ Tiến bộ Bahrain
- Thái Lan — Đảng Cộng sản Thái Lan
- Ethiopia — Đảng Mặt trận Cách mạng Dân chủ Ethiopia
- Sudan — Đảng Quốc đại Sudan
- Cộng hòa Dân chủ Ả Rập Xarauy — Mặt trận Polisario
- Tanzania — Đảng Cách mạng Tanzania
- Indonesia — Đảng Golkar Indonesia
- Hàn Quốc — Đảng Senuri Hàn Quốc
- Philippines — Đảng Cộng sản Philippines
- Bhutan — Đảng Cộng sản Bhutan (Marxist - Leninist - Maoist)
- Maroc — Đường lối dân chủ, Đường Marxist Ma-rốc
- Nicaragua — Đảng Cộng sản Nicaragua
- Togo — Đảng Cộng sản Togo
- Kenya — Đảng Cộng sản Kenya
- Kuwait — Phong trào tiến bộ Kuwait
- Iran — Đảng Cộng sản Iran
- Lesotho — Đảng Cộng sản Lesotho
- Mali — Đảng Lao động Malian
- Bolivia — Đảng Cộng sản Bolivia
- Russia — Đảng cộng sản Liên Bang Nga

## Các Đảng Cộng sản từng tồn tại
- Thổ Nhĩ Kỳ — Đảng Lao động Cộng sản Thổ Nhĩ Kỳ
- Mông Cổ — Đảng Nhân dân Cách mạng Mông Cổ
- Grenada — Phong trào yêu nước của Giám mục Maurice
- Ba Lan — Đảng Cộng sản Ba Lan
- România — Đảng Cộng sản Romania
- Albania — Đảng Lao động Albania
- Áo — Đảng Cộng sản Áo
- Hà Lan — Đảng Cộng sản Hà Lan
- Oman — Mặt trận Giải phóng Oman
- San Marino — Đảng Cộng sản Sammarinese
- Singapore — Đảng Xã hội Mặt trận
- Vanuatu — Đảng chính trị Xã hội Chủ nghĩa Dân chủ Vanua'aku Pati
- Quần đảo Faroe — Đảng Cộng sản Faroe
- Trinidad và Tobago — Đảng Cộng sản Trinidad và Tobago
- Honduras — Đảng Cộng sản Honduras
- Cameroon — Phong trào Dân chủ Nhân dân Cameroon
- Scotland — Đảng Cộng sản Scotland
- Haiti — Đảng Cộng sản Haiti mới (Marxist - Leninist)
- Bờ Biển Ngà — Đảng Cộng sản Cách mạng Bờ Biển Ngà
- Guatemala — Đảng Lao động Guatemala & Trung tâm chỉ thị quốc gia của Đảng Lao động Guatemala
- Barbados — Phong trào Clement Payne & Đảng Lao động Dân chủ
- Ả Rập Xê Út — Đảng Cộng sản Ả Rập Xê Út
- Botswana — Phong trào MELS
- Jamaica — Đảng Công nhân Jamaica
- Chile — Đảng Xã hội Đoàn kết Bình dân
- Indonesia — Đảng Cộng sản Indonesia
- Saint Lucia — Đảng Lao động Saint Lucia
- Transnistria — Đảng Cộng sản Pridnestrovie
- Eswatini — Đảng Cộng sản Eswatini
- El Salvador — Đảng Cộng sản El Salvador
- Iceland — Đảng Cộng sản Iceland
- Bénin — Đảng Cách mạng Nhân dân Bénin
- Liên bang Đông Dương — Đông Dương Cộng sản đảng, An Nam Cộng sản Đảng, Đông Dương Cộng sản liên đoàn.
- Libya — Đại dân quốc Nhân dân Xã hội chủ nghĩa Ả Rập Libya (1977 - 2011)
- Liên Xô — Đảng Cộng sản Liên Xô
- Nam Tư — Đảng Cộng sản Nam Tư
- Tiệp Khắc — Đảng Cộng sản Tiệp Khắc
- Hungary — Đảng Lao động Xã hội Chủ nghĩa Hungary
- Đông Đức — Đảng Xã hội Chủ nghĩa Thống nhất Đức